# Jess Margera
Jess Margera es el baterista de la banda CKY. Nació el 28 de agosto de 1978, en West Chester, Pensilvania, Estados Unidos. Hijo de April y Phil Margera. Es el hermano mayor de Bam Margera.

## Discografía

### CKY
- Volume 1 (1999)
- Volume 2 (1999)
- Infiltrate•Destroy•Rebuild (2002)
- An Answer Can Be Found (2005)
- Carver City (2009)
- B-Sides & Rarities (2011)